# خاشتوک
خاشتوک (به لاتین: Khashtuk) یک منطقهٔ مسکونی در روسیه است که در آدیغیه واقع شده‌است.